# Guárico (država u Venezueli)
Guárico (španjolski. Estado Anzoátegui) je jedna od 23 savezne države Venezuele, koja se nalazi u središnjem dijelu zemlje.
Ime je dobila po istoimenoj rijeci Guárico.

## Karakteristike
U državi Guárico živi 747,739 stanovnika na površini od 64,986 km²
Guárico sa sjevera graniči s Karipskim Andama, a s juga s rijekom Orinoco.
Sve do kraja 1960-ih godina život u Guáricu bio je određen stočarstvom po Llanosu. 
Nakon završetka velikih melioracijskih radova na rijeci Guárico pored grada Calaboza, dobiveno je više od 20.000 hektara plodnih oranica. 
Tako da je danas Guárico jedan od najvećih proizvođača riže, siraka i kukuruza u Venezueli. Također se uzgaja pamuk, manioka, grah, rajčica, duhan i krmno bilje. Istraživanje nafte također ima značajnu ulogu u gospodarstvu te države.
Preko Guárica prolazi autocesta koji povezuje glavni grad države San Juan de los Morros s najvećim urbanim središtima sjeverne Venezuele.

## Vanjske poveznice
- Gobernación Bolivariana de Guárico  Arhivirana inačica izvorne stranice od 12. listopada 2017. (Wayback Machine) (šp.)
- Guárico na portalu Encyclopedia Britannica[neaktivna poveznica] (engl.)